# Galini
Galini (in greco Γαληνή?;in turco Ömerli) è un villaggio abbandonato di Cipro, situato de iure nel distretto di Nicosia di Cipro, e de facto nel distretto di Lefke di Cipro del Nord, 8 chilometri a nord-ovest di Lefka nella zona della baia di Morphou. Prima del 1974 il villaggio era abitato prevalentemente da greco-ciprioti.

## Geografia fisica
Galini è situato nell'entroterra della baia di Morphou, sei chilometri a ovest di Xeros.

## Origini del nome
Secondo Goodwin, il nome del villaggio derivava da "Ayia Galini" (santa della serenità) o da una pianta chiamata "galinia". Nel 1975, i turco-ciprioti hanno cambiato il nome in Ömerli, che significa letteralmente "con Omer".

## Storia
Galini fu occupata dall'esercito turco il 4 settembre 1974, dopo un attacco improvviso. Sei persone furono dichiarate disperse.

## Monumenti e luoghi d'interesse

### Architetture religiose
Galini aveva una chiesa dedicata a San Giovanni il Teologo e cinque cappelle. Le cappelle appartengono a Santa Barbara, San Nikolas, San Kournoutos, San Mavra e Sant'Eleftherios.

## Società

### Evoluzione demografica
In tutti i censimenti per i quali il villaggio è registrato, vediamo che era prevalentemente abitato da cristiani (greco-ciprioti), con solo pochi turco-ciprioti che appaiono occasionalmente nei registri. La popolazione di Galini/Ömerli aumentò costantemente da 324 abitanti nel 1891 a 1.295 nel 1960. Tuttavia, un calo significativo fu registrato nel 1973 a causa dell'emigrazione di molti abitanti del villaggio in Canada e in Australia.
Nessuno è stato sfollato da questo villaggio durante la lotta intercomunitaria degli anni '60. Tuttavia tutti gli abitanti del villaggio furono sfollati nel 1974, quando fuggirono in agosto dall'esercito turco che avanzava. Attualmente, come molti altri greco-ciprioti sfollati, sono sparsi nel sud dell'isola soprattutto nelle città. A causa della vicinanza del villaggio alla Linea Verde, dalla guerra del 1974 è stato usato solo dai militari.
Il villaggio è abbandonato e in rovina ed è usato solo dai militari turco-ciprioti.